# Mikrovesikly

Mikrovesikly v elektronovém mikroskopu.

Mikrovesikly jsou fragmenty cytoplazmatické membrány o velikosti od 50 nm do více než 1 μm, které jsou sekretovány různými typy buněk do extracelulárního prostoru. Hrají důležitou roli v mezibuněčné komunikaci a slouží k regulaci imunitní odpovědi. Dále regulují apoptózu, tkáňovou regeneraci a jsou zahrnuty i v antigenní prezentaci, protože mikrovesikly obsahují MHC glykoproteiny I. a II. třídy. Mohou dopravovat genetický materiál mRNA a miRNA a také proteiny mezi buňkami. Odstraňují z buňky špatně sbalené proteiny, cytotoxická agens a metabolický odpad.
Mikrovesikly byly nalezeny v různých tělních tekutinách včetně periferní krve, moči a ascitické tekutiny.

## Formování mikrovesiklů
Existují tři mechanismy, které vedou k uvolnění buněčných komponent do extracelulárního prostoru. První z mechanismů je exocytóza z multivesikulárního váčku, následná fúze s cytoplazmatickou membránou a vznik exozómů. Další mechanismus je vnější pučení váčku přímo z cytoplazmatické membrány, jeho uvolnění a vznik mikrovesiklů. Poslední je buněčná smrt vedoucí ke vzniku apoptotických tělísek. Všechno to jsou procesy, které vyžadují energii. Uvolnění mikrovesiklu je založeno na ztrátě asymetrie cytoplazmatické membrány.
Za fyziologických podmínek mají cytoplazmatické membrány asymetrickou distribuci fosfolipidů. Na vnější straně membrány se nacházejí fosfatidylcholin a sfingomyelin, zatímco aminofosfolipid, fosfatidylserin a fosfatidyletanolamin se nacházejí na vnitřní straně membrány. Membránová asymetrie je regulována třemi transmembránovými enzymy: flipáza transportuje fosfolipidy z vnější strany na vnitřní stranu membrány, flopáza transportuje fosfolipidy z vnitřní strany na vnější stranu membrány a scrambláza, která náhodně přehazuje fosfolipidy z jedné strany na druhou.
Vesikulace je velmi dobře regulovaný proces. Mikrovesikly jsou uvolňovány většinou buněk za fyziologických podmínek a při aktivaci buňky nebo při nádorové transformaci se jejich počet zvyšuje. Mezi exogenní stimuly, které vedou k uvolnění mikrovesiklů patří epinefrin, adenosindifosfát, kolagen a vápník. Po stimulaci buňky dochází ke zvýšení množství vápníku z extracelulárního prostoru nebo z endoplasmatického retikula, což vede ke ztrátě membránové asymetrie. Pro formaci mikrovesiklů jsou nezbytné MLCK2 kináza, která aktivuje Myosin II umožňující kontrakci aktinového cytoskeletu a přítomnost Myosinu I. Zdá se, že k pučení mikrovesiklů dochází v určitých místech membrány, které jsou bohaté na proteiny a lipidy a také na cholesterol, tudíž obsah odloučeného mikrovesiklu odráží obsah mateřské buňky. 

## Zdroje mikrovesiklů
Mikrovesikly mohou pocházet z různých typů buněk. Zdroje mikrovesiklů zahrnují megakaryocyty, krevní destičky, monocyty, neutrofily, nádorové buňky a placentu. Krevní destičky hrají důležitou roli v udržení hemostáze, podporují růst trombu, a tak zabraňují ztrátě krve. Navíc destičky zvyšují imunitní odpověď. Krevní destičky exprimují molekulu CD154 (CD40L). Je několik stimulů aktivující destičky včetně zánětu, infekce nebo úrazu a po aktivaci se uvolní mikrovesikly obsahující molekulu CD154. Molekula CD154 je důležitou molekulou ve vývoji T- buněčně závislé protilátkové imunitní odpovědi. Knockoutované myši v genu pro CD154 nejsou schopné produkovat IgG, IgA a IgE v odpověď na antigeny. Dále může dojít pomocí mikrovesiklů k přenosu prionů nebo molekul CD41 a CXCR4. 

## Mikrovesikly a nádorová onemocnění
Mikrovesikly pocházející z nádorové buňky jsou zahrnuty v transportu nádorových proteinů a doručování microRNA k okolním zdravým buňkám. Dochází tak ke změně fenotypu zdravých buněk a k vytváření nádorového vhodného prostředí. Hrají také roli v nádorové angiogenezi a v degradaci extracelulární matrix díky přítomnosti metalloproteáz, což usnadňuje metastazování. Jsou zahrnuty ve zintenzivnění funkce regulačních T lymfocytů, které pomáhají nádoru unikat před ostatními buňkami imunitního systému, a zároveň jsou mikrovesikly zahrnuty v indukci apoptózy cytotoxických T lymfocytů, protože mikrovesikly uvolněné z nádoru obsahují na svém povrchu Fas ligand a TRAIL. Dále brání diferenciaci monocytů na dendritické buňky. Na druhou stranu protože mikrovesikly nesou nádorový antigen, mohou se tak stát prostředkem k vývoji nádorových vakcín. Cirkulující microRNA a segmenty DNA ve všech tělních tekutinách mohou být možnými markery pro nádorovou diagnostiku.

## Mikrovesikly a revmatoidní artritida
Revmatoidní artritida je chronické systémové autoimunitní onemocnění, pro které je charakteristické zánět kloubů. V časném stádiu nemoci se v synoviální tekutině nachází ve velkém počtu Th17 buňky produkující prozánětlivý cytokin IL-17A, IL-17F, TNF, IL-21 a IL-22 a regulační T-lymfocyty mají omezenou schopnost. V pozdním stádiu rozsah zánětu koreluje s počtem aktivovaných makrofágů, které značně přispívají k zánětu kloubů a k destrukci kostí a chrupavek, protože mají schopnost transformovat se do osteoklastů ničící kostní tkáň. Dochází k syntéze reaktivních kyslíkových radikálů, proteáz a prostaglandinů neutrofily.
Aktivace krevní destičky přes kolagenový receptor GPVI stimuluje produkci mikropartikulí uvolněné z cytoplazmatické membrány. Tyto mikropartikule pocházející z destičky jsou zjistitelné ve vysoké míře v synoviální tekutině a podporují kloubní zánět přenosem prozánětlivého cytokinu IL-1. Existují ale i další možnosti, jak destičky přispívají k rozvoji artritidy a to nezávisle na mikropartikulích. Destičky exprimují Cyklooxygenázu 1. Aktivovaná destička podporuje aktivaci fosfolipázy A2, která uvolní kyselinu arachidonovou z membránových fosfolipidů. Kyselina arachidonová je zpracována Cyklooxygenázou 1 a vznikne prostanoidní prekurzor PGH2. Prostanoidní prekurzor PGH2 difunduje z destičky do sousedícího synoviálního fibroblastu, který exprimuje prostacyklin syntázu. Výsledkem je vznik prozánětlivého prostacyklinu PGI2. V kloubech pacientů s revmatoidní artritidou nalézáme podstatně zvýšené množství prostacyklinu PGI2.

## Terminologie
Mikrovesikly jsou také nazývány jako mikropartikule, partikule, exozómy nebo ektozómy.